# Pommersche Landesbahnen
Die Pommerschen Landesbahnen, kurz PLB, mit Sitz in Stettin wurden mit Wirkung vom 1. Januar 1940 durch ein Reichsgesetz vom 10. Juni 1940 als Körperschaft des öffentlichen Rechts gegründet.
Ausgangspunkt war die Tatsache, dass das Schienennetz in der damaligen preußischen Provinz Pommern neben den Strecken der Deutschen Reichsbahn einen überdurchschnittlich hohen Bestand an nicht reichseigenen Neben- und Kleinbahnen umfasste. Diese Provinz war ein typisches Beispiel für die Erschließung des „flachen Landes“ durch Kleinbahnen und die Beteiligung der Landkreise an ihrer Finanzierung.

## Die Bedeutung der Kleinbahnen in der Provinz Pommern
Pommern bestand im Jahre 1914 aus den drei Regierungsbezirken Köslin, Stettin und Stralsund, die in 28 Landkreise und fünf Stadtkreise eingeteilt waren. Von diesen 28 Landkreisen waren nur 5 ohne Erschließung durch Kleinbahnen geblieben. Die übrigen 23 – also fast 83 Prozent – hatten sich an einer oder sogar an mehreren Bahnunternehmungen beteiligt oder deren Bau und Betrieb finanziell unterstützt. In manchen dieser Kreise erreichten die Kleinbahnnetze einen Umfang von mehr als 100 km Länge, so Demmin 130 km, Greifenberg 114 km, Saatzig 105 km und Stolp 119 km Strecken.
Insgesamt gab es in Pommern damals neben der Preußischen Staatsbahn zwei private Nebenbahnen mit 85 km Länge, 24 Kleinbahnbetriebe mit etwa 1550 km und einen Anteil an der Mecklenburg-Pommerschen Schmalspurbahn AG von rund 140 km Länge. Der Rest von 60 km lag im Großherzogtum Mecklenburg-Strelitz. Das waren rund 1765 km Eisenbahnen und damit mehr als 40 Prozent aller Schienenstrecken der Provinz. Der Umfang dieser Bahnen entsprach etwa dem damaligen Netz der Badischen Staatseisenbahnen.
Für das Bemühen um eine möglichst sparsame Verwendung der Gelder für Bau und Betrieb der Bahnen spricht die Tatsache, dass mehr als zwei Drittel der Kleinbahnstrecken in Schmalspur errichtet worden waren, davon mehr als die Hälfte in einer Spurweite von weniger als einem Meter. Noch im Jahre 1940 entfielen von 1590 km Kleinbahnstrecken in Pommern 490 km auf Normalspur, 529 km auf Meterspur, 545 km auf die Spurweite von 750 mm und 26 km auf die Spurweite von 600 mm. Dazu kamen noch die etwa 140 km der Mecklenburg-Pommerschen Schmalspurbahn AG in 600 mm-Spur.
Betrachtet man die Zusammensetzung des Kapitals der Kleinbahngesellschaften im Jahr 1914, so ergibt sich, dass sowohl das Land Preußen als auch die Provinz Pommern jeweils rund ein Viertel der Finanzmittel für den Bau und Betrieb der Kleinbahnen aufgebracht hatten, während die Kreise für „ihre Bahn“ jeweils zwischen 25 und 50 Prozent der Anteile übernommen hatten.

## Die Betriebsführung der Kleinbahnen
Die Kleinbahnen der Provinz Pommern wurden in der Zeit nach dem Wirksamwerden des Preußischen Kleinbahngesetzes vom 28. Juli 1892 fast ausschließlich von der bis 1899 in Stettin ansässigen Bahnbau-Unternehmung Lenz & Co. GmbH erbaut, die jeweils auch einen Anteil des Gesellschaftskapitals übernommen hatte. Die Baugesellschaft übernahm anschließend für die ersten Betriebsjahre auch die Verwaltung der Kleinbahnen, die sie in der „Pommerschen Betriebs-Direktion der Firma Lenz & Co GmbH“ in Stettin zusammenfasste. Es handelte sich um 18 Kleinbahnen, von denen nur eine – nämlich die Kleinbahn Casekow–Penkun–Oder – nicht von Lenz & Co erbaut worden war.
Wie in anderen preußischen Provinzen bemühte sich auch in Pommern die öffentliche Verwaltung um eine wirtschaftlich erfolgreiche Betriebsführung der Kleinbahnen. Daher gründete der Provinzialverband Pommern in Stettin am 1. April 1910 eine Kleinbahnabteilung; sie wurde bei fast allen Kleinbahnen neuer Vertragspartner anstelle der Firma Lenz & Co, als die Verträge mit dieser ausliefen.
Aber auch diese Konstruktion erfüllte ihren Zweck nur zehn Jahre. Als nach Ende des Ersten Weltkrieges eine Gesellschaft das Vertragsverhältnis mit der Kleinbahnabteilung beendete, folgten auch alle anderen. An die Stelle der Kleinbahnabteilung des Provinzialverbandes traten ab 22. September 1919 drei regionale Zusammenschlüsse von Kleinbahnen in der Provinz Pommern.
Es handelte sich um
die Vereinigung vorpommerscher Kleinbahnen GmbH in Stralsund mit acht Bahnen:
- Kleinbahn-Gesellschaft Anklam–Lassan
- AG der Demminer Kleinbahnen Ost
- AG der Demminer Kleinbahnen West
- AG Franzburger Südbahn
- AG Franzburger Kreisbahnen
- Kleinbahn-Gesellschaft Greifswald–Jarmen
- Kleinbahngesellschaft Greifswald–Wolgast
- Rügensche Kleinbahnen AG

die Vereinigung der mittelpommerschen Kleinbahnen GmbH in Stettin mit sechs Bahnen:
- AG der Greifenhagener Kreisbahnen
- Naugarder Kleinbahnen
- Pyritzer Kleinbahnen
- Saatziger Kleinbahnen
- Kleinbahn Casekow–Penkun–Oder
- Randower Kleinbahn-AG (RKB)

die Vereinigung hinterpommerscher Kleinbahnen GmbH in Stettin mit drei Bahnen:
- Greifenberger Kleinbahn AG
- Kolberger Kleinbahnen
- Regenwalder Kleinbahnen AG

Dazu kam in die Betriebsdirektion Vereinigung hinterpommerscher Kleinbahnen am 1. Juli 1932 noch die Kleinbahn Chottschow–Garzigar mit einem Teil der Kleinbahn Neustadt–Prüssau, die später als Lauenburger Bahnen bezeichnet wurden.
Infolge der Bildung der drei neuen Vereinigungen wurde die Kleinbahnabteilung des Provinzialverbandes am 31. März 1920 aufgelöst. Jedoch strebte die seit 1933 herrschende NS-Regierung wieder eine Zentralisierung der Kleinbahnen an. Daher unterstellte man ab 24. Juli 1933 die vorpommersche und die mittelpommersche Kleinbahn-Vereinigung einem einzigen Geschäftsführer in Personalunion. Zwei Jahre später war nur noch eine Person für alle drei Vereinigungen verantwortlich, so dass deren auch formaler Zusammenschluss nahe lag.

## Die Landesbahn-Direktion Pommern

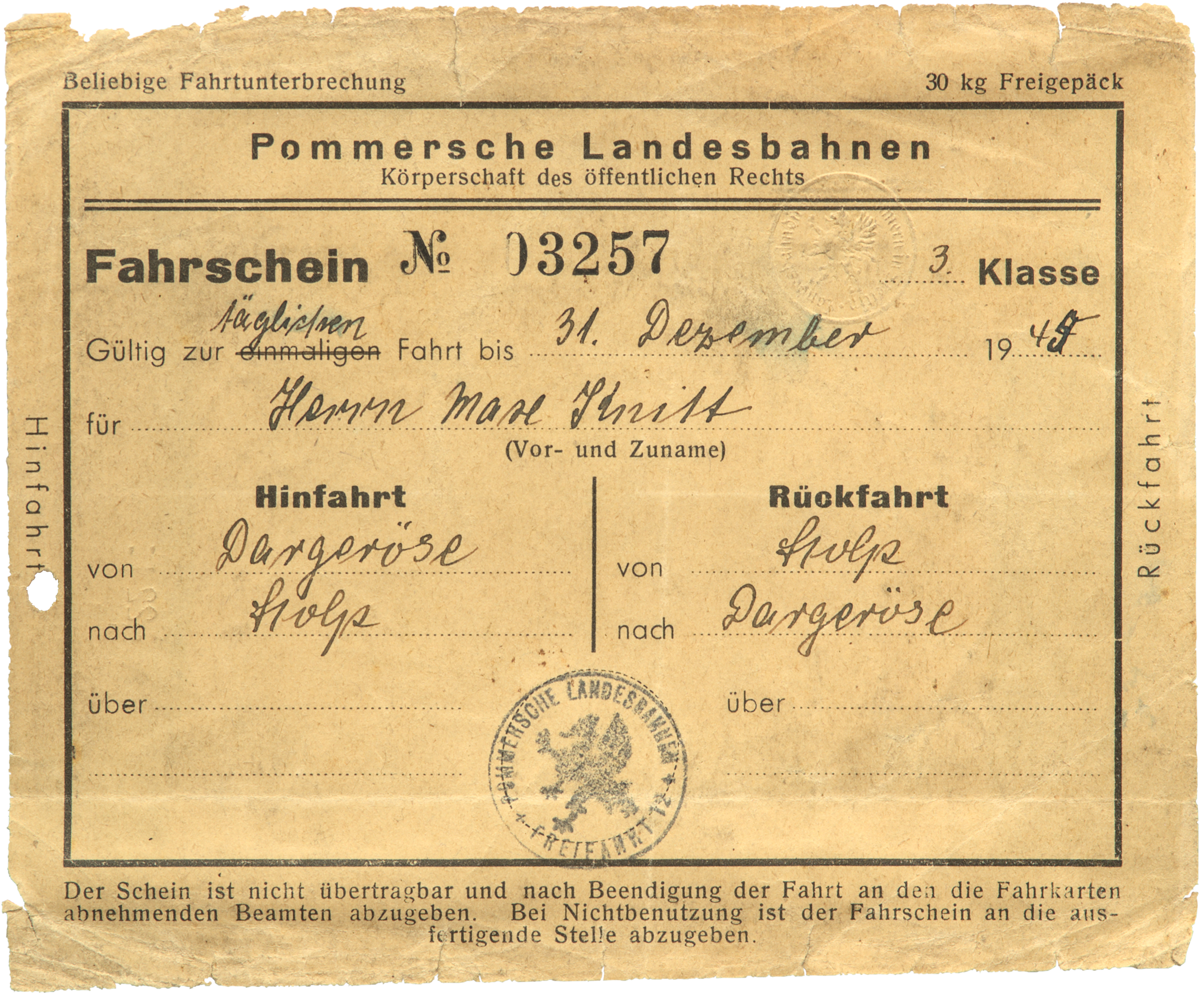
Freifahrschein der Pommerschen Landesbahnen

Demgemäß löste man die drei Vereinigungen zum 1. April 1937 auf und setzte an ihre Stelle die Landesbahn-Direktion Pommern in Stettin als gemeinsame Verwaltung aller Mitgliedsbahnen ein. Ihr wurden nun auch die Bahnen angeschlossen, die nicht den bisherigen Vereinigungen angehört hatten. Es waren nach dem Stand von 1939/40 folgende Unternehmungen:
1. Kleinbahn-Gesellschaft Anklam–Lassan
2. AG Kleinbahn Casekow–Penkun–Oder
3. AG der Demminer Kleinbahnen Ost
4. AG der Demminer Kleinbahnen West
5. Kleinbahn Deutsch Krone–Virchow, Virchow–Deutsch Kroner Kreisgrenze (ab 1. Oktober 1938)
6. AG Franzburger Kreisbahnen
7. AG Franzburger Südbahn
8. Kleinbahn-AG Gotendorf–Garzigar (früher Chottschow–Garzigar)
9. Kleinbahn-AG Neustadt–Prüssau
10. Greifenberger Kleinbahnen AG
11. AG Greifenhagener Kreisbahnen
12. Kleinbahngesellschaft Greifswald–Jarmen
13. Kleinbahngesellschaft Greifswald–Wolgast
14. AG der vereinigten Kleinbahnen der Kreise Köslin, Bublitz und Belgard
15. Kolberger Kleinbahn AG
16. Regenwalder Kleinbahnen AG
17. Naugarder Kleinbahnen
18. Pyritzer Kleinbahnen
19. Rügensche Kleinbahnen AG
20. Schlawer Kleinbahn GmbH
21. AG Saatziger Kleinbahnen
22. Randower Kleinbahn AG
23. Stolper Kreisbahnen AG (ab 1938)

Die Neuordnung stellte jedoch wieder nur eine Übergangslösung dar, denn die Bahngesellschaften blieben weiterhin formal selbständig. Der Verwaltungsaufwand für die über 20 Bahngesellschaften stand meist in keinem sinnvollen Verhältnis zu ihrer geringen Größe und ihrem bescheidenen Finanzvolumen. Daher drängte der Oberpräsident der Provinz Pommern auf einen engeren Zusammenschluss, der auch einen Gewinn- und Verlustausgleich zwischen den Bahnen möglich machte.
Dabei sollte es keine Rolle spielen, ob die neue Bahnunternehmung in der Rechtsform eines Zweckverbandes – wie es das Reichsinnenministerium wünschte – oder einer Körperschaft des öffentlichen Rechts – wie es das Reichsverkehrsministerium vorschlug – gegründet wurde.

## Die Gründung der Pommerschen Landesbahnen
Mit Wirkung vom 1. Januar 1940 fasste man die Kleinbahnbetriebe in Pommern in einer öffentlich-rechtlichen Körperschaft mit der Bezeichnung „Pommersche Landesbahnen“ zusammen. Die Leitung der Pommerschen Landesbahnen lag weiterhin in den Händen der Landesbahn-Direktion Pommern, die nun einen größeren Einfluss auf die einzelnen Betriebe hatte.
Betont wurde aber seitens der Staatsbehörden, dass die Bahnen ihre Rechtsstellung als Kleinbahnen durch den Zusammenschluss zu einem Großbetrieb nicht verloren hätten, so dass z. B. auch weiterhin kein Durchgangsverkehr über ihre Strecken gestattet sei.
Dieses damals größte Kleinbahnunternehmen des Deutschen Reiches umfasste bis 1945 folgende Bahnen mit einer Gesamtlänge von 1644 km:
| Kleinbahn                    | Spurweite mm | Länge km | Landesbahnamt örtliche Verwaltung |
| ---------------------------- | ------------ | -------- | --------------------------------- |
| Anklamer Bahn                | 600          | 19,9     | LBA Anklam                        |
| Casekow–Penkuner Bahn        | 750          | 42,2     | LBA Casekow                       |
| Demminer Bahnen              | 750          | 159,5    | LBA Demmin                        |
| Deutsch Krone-Virchower Bahn | 1435         | 97,5     | LBA Deutsch Krone                 |
| Franzburger Bahnen (Nord)    | 1000         | 66,0     | LBA Barth                         |
| Franzburger Bahnen (Süd)     | 1435         | 39,5     | LBA Tribsees                      |
| Greifenberger Bahnen         | 1000         | 184,3    | LBA Greifenberg                   |
| Greifenhagener Bahnen        | 1435         | 74,5     | LBA Greifenhagen                  |
| Greifswalder Bahnen          | 750          | 107,2    | LBA Greifswald                    |
| Köslin–Belgarder Bahnen      | 750          | 124,3    | LBA Köslin                        |
| Kolberger Bahnen             | 1000         | 106,8    | LBA Kolberg                       |
| Lauenburger Bahnen           | 1435         | 50,6     | LBA Gotendorf                     |
| Naugarder Bahnen             | 1435         | 38,1     | LBA Naugard                       |
| Pyritzer Bahnen              | 1435         | 41,5     | LBA Pyritz                        |
| Randower Bahn                | 1435         | 48,6     | LBA Stöven                        |
| Regenwalder Bahnen           | 1000         | 52,7     | LBA Labes                         |
| Rügensche Bahnen             | 750          | 96,6     | LBA Putbus                        |
| Saatziger Bahnen             | 1435+1000    | 120,3    | LBA Stargard                      |
| Schlawer Bahnen              | 1435+1000    | 54,9     | LBA Schlawe                       |
| Stolper Bahnen               | 1435         | 119,1    | LBA Stolp                         |

Durch eine Verordnung des Reichsverkehrsministers vom 29. März 1944 wurde die Kleinbahn Kreuz–Schloppe–Deutsch Krone mit Wirkung vom 1. Januar 1942 auf die Pommerschen Landesbahnen übertragen. Sie gehörte bis dahin dem Landkreis Deutsch Krone und war von der AG für Energiewirtschaft betrieben worden. Die eingleisige, normalspurige Strecke war 60,2 km lang und wurde vom Landesbahnamt Deutsch Krone verwaltet.

## Das Kapital der Landesbahnen
Das Kapital von 20 Millionen Reichsmark wurde aufgeteilt auf das Deutsche Reich mit 2,8 Prozent, das Land Preußen mit 22,9 Prozent, das Land Mecklenburg mit 0,3 Prozent und die Provinz Pommern mit 29,1 Prozent. Die 21 Landkreise und 5 Stadtkreise waren mit insgesamt knapp 45 Prozent an der Landesbahn beteiligt. Private Miteigentümer hatte es damals nicht mehr gegeben.
Prozentuale Beteiligung am Kapital (Stand 1940):
| Deutsches Reich       | 2,774  |
| Land Preußen          | 22,915 |
| Land Mecklenburg      | 0,321  |
| Provinz Pommern       | 29,12  |
| Kreis Belgard         | 0,4405 |
| Kreis Cammin          | 0,2135 |
| Kreis Demmin          | 4,2925 |
| Kreis Deutsch-Krone   | 1,353  |
| Kreis Dramburg        | 0,3185 |
| Kreis Franzburg-Barth | 2,62   |
| Kreis Greifenberg     | 1,899  |
| Kreis Greifenhagen    | 3,1315 |
| Kreis Greifswald      | 1,11   |
| Kreis Grimmen         | 0,0215 |
| Kreis Köslin          | 0,609  |

| Kreis Kolberg-Körlin    | 3,5355 |
| Kreis Lauenburg i. Pom. | 0,669  |
| Kreis Naugard           | 1,6535 |
| Kreis Pyritz            | 1,347  |
| Kreis Regenwalde        | 1,1575 |
| Kreis Rügen             | 1,8265 |
| Kreis Saatzig           | 1,255  |
| Kreis Schlawe           | 3,886  |
| Kreis Stolp             | 9,6605 |
| Kreis Ueckermünde       | 0,2525 |
| Stadt Greifswald        | 0,657  |
| Stadt Kolberg           | 0,0665 |
| Stadt Stargard          | 1,1925 |
| Stadt Stettin           | 1,6935 |
| Stadt Stralsund         | 0,0075 |

Außerhalb der Landesbahnverwaltung waren stets folgende nicht reichseigene Bahnen geblieben:
- die Strecken der Mecklenburg-Pommerschen Schmalspurbahnen
- die Eisenbahn-Gesellschaft Stralsund-Tribsees
- die Eisenbahn-Gesellschaft Greifswald-Grimmen
- die Kleinbahn Toitz–Rustow – Loitz (Betrieb durch Deutsche Reichsbahn)
- die Kleinbahngesellschaft Güdenhagen–Groß Möllen (1913 stillgelegt)
- die Kleinbahn AG Freest–Bergensin (1926 stillgelegt).

## Die Pommerschen Landesbahnen nach 1945
Die Gebiete östlich der Oder sowie die Umgebung der Hafenstadt Stettin wurden im Sommer 1945 in polnische Verwaltung übernommen. So verblieben unter der Verwaltung der Landesbahnen nur noch Strecken in Vorpommern: die Demminer Bahnen, die Franzburger Bahnen Nord und Süd die Rügenschen Bahnen und die Greifswalder Bahnen samt der Anklamer Bahn. Sitz der Verwaltung war nun Demmin.
Im Sommer 1945 wurde das Schienennetz der vorpommerschen Klein- und Nebenbahnen zerstört. 435,28 km Schmalspurstrecken und 120 km Normalspurabschnitte wurden von der Sowjetunion als Reparationsleistung bis September 1945 abgebaut. Etwa 40 km konnten bis Ende der 1940er Jahre wiedererrichtet oder wiedereröffnet werden.
Bei den Greifswalder und Anklamer Bahnen gab es nur noch Omnibusverkehr. Die Randower Bahn und die Casekow–Penkuner Bahn waren durch die neue Grenze zerschnitten und nahmen ihren Betrieb im deutsch gebliebenen Bereich nicht wieder auf.
Im Jahre 1947 bildete die Landesregierung aus den Pommerschen Landesbahnen die Direktion Demmin der neu gegründeten Hauptverwaltung der Eisenbahnen des Landes Mecklenburg-Vorpommern. Diese wurden gemeinsam mit der Direktion Friedland schließlich ab 1. April 1949 der Deutschen Reichsbahn unterstellt.

## Fahrzeuge
Nach der Gründung der Landesbahnen erhielten die übernommenen Fahrzeuge neue Betriebsnummern. Neben einer fortlaufenden Zahl umfasste die Betriebsnummer auch Angaben zu technischen Merkmalen (Heiß- bzw. Nassdampf, Achsfolge, Radsatzmasse).
Eine Lokomotive des Lenz-Typs M trug beispielsweise die Bezeichnung: „257 H 4406“. 257 steht für die laufende Nummer, H für Heißdampf, 44 dafür dass vier von vier Achsen angetrieben sind und 06 für 6 Tonnen Achslast.
| Typ/Baureihe ursprüngliche Bezeichnung       | Betriebsnummer | Bauart     | Baujahr    | Bemerkung                                   |
| -------------------------------------------- | -------------- | ---------- | ---------- | ------------------------------------------- |
| Lenz-Typ d                                   | 01–04          | B n2t      | 1894, 1898 |                                             |
| Lenz-Typ c (1887)                            | 05–09          | B n2t      | 1898–1903  |                                             |
| Preußische T 4.1                             | 11–13          | 1B n2t     | 1893, 1894 |                                             |
| Preußische T 3, Lenz-Typ b                   | 16–33          | C n2t      | 1892–1922  | darunter auch Einzelgänger der Bauart C n2t |
| ELNA 5                                       | 36–41          | 1’C h2t    | 1930, 1943 |                                             |
| Preußische T 9.2                             | 51+52          | 1’C h2t    | 1898, 1900 |                                             |
| Stolpetalbahn Nr. 1 und 2                    | 56             | C n2t      | 1913       |                                             |
| Preußische T 26 (97 027)                     | 57             | C1’ n2(4)t | 1921       |                                             |
| Preußische T 9.1                             | 58             | 1’C n2t    | 1901       |                                             |
| Preußische T 9                               | 59             | C1’ n2t    | 1895       |                                             |
| Schlawer Bahnen Nr. 1 und 2                  | 61–62          | 1’C 1’ h2t | 1934       |                                             |
| Kleinbahn Kreuz–Schloppe–Deutsch Krone Nr. 4 | 71             | D n2t      | 1927       |                                             |
| ELNA 6                                       | 72–74          | D h2t      | 1930       |                                             |

| Typ/Baureihe ursprüngliche Bezeichnung                    | Betriebsnummer | Bauart     | Baujahr    | Bemerkung |
| --------------------------------------------------------- | -------------- | ---------- | ---------- | --------- |
| Lenz-Typ i                                                | 101–124        | B n2t      | 1893–1901  |           |
| Kleinbahn Haspe-Voerde-Breckerfeld Nr. 23                 | 126            | C n2t      | 1902       |           |
| Eckernförde-Kappelner Schmalspurbahn 4 (2. Besetzung)     | 127            | C n2t      | 1900       |           |
| Ronsdorf-Müngstener Eisenbahn Ronsdorf und Remscheid      | 128            | C n2t      | 1890       |           |
| Kleinbahn Haspe-Voerde-Breckerfeld Nr. 21                 | 129            | C n2t      | 1902       |           |
| Salzwedeler Kleinbahn Nr. 5                               | 130            | C n2t      | 1903       |           |
| Kehdinger Kreisbahn 1 und 3 (3. Besetzung)                | 136+137        | 1’C n2t    | 1926, 1928 |           |
| Staatliche Waldbahn Ruhpolding–Reit im Winkl Nr. I und II | 141            | C n2t      | 1922       |           |
| Saatziger Kleinbahn Nr. 54                                | 142            |            |            |           |
| Lenz-Typ C                                                | 146–152        | 1’C 1’ n2t |            |           |
| Lenz-Typ ii                                               | 161–166        | B’B n4vt   |            |           |
| Lenz-Typ J                                                | 171–174        | D n2t      |            |           |
| Lenz-Typ Jh                                               | 175            | D h2t      |            |           |
| Alsener Kleinbahn Nr. 40 bis 42                           | 181+182        | 1’D 1’ h2t | 1925       |           |
| Lenz-Typ J (Achsfolge E)                                  | 191–192        | E n2t      | 1912       |           |

| Typ/Baureihe ursprüngliche Bezeichnung | Betriebsnummer | Bauart     | Baujahr    | Bemerkung                                      |
| -------------------------------------- | -------------- | ---------- | ---------- | ---------------------------------------------- |
| Lenz-Typ n                             | 201–202        | B n2t      | 1895       |                                                |
| Lenz-Typ m                             | 203–217        | B n2t      | 1896–1912  |                                                |
| Lenz-Typ o                             | 221–227        | C n2t      | 1898–1910  |                                                |
| Köslin-Belgarder Bahnen Nr. 1 bis 8    | 231–235        | C1’ n2t    | 1898–1909  | Nr. 1 bis 4: 1912-15 Umbau von C n2t in C1’n2t |
| Lenz-Typ nn                            | 241–250        | B’B n4vt   | 1902–1912  |                                                |
| Lenz-Typ M                             | 251–258        | D n2t      | 1913/1914  |                                                |
| Lenz-Typ Mh                            | 259+260        | D h2t      | 1923, 1925 |                                                |
| Ostdeutsche Kleinbahn Nr. 52           | 261            | D h2t      | 1912       |                                                |
| Preußische T 36                        | 265            | CB’ n2t    | 1901       |                                                |
| Köslin-Belgarder Bahnen Nr. 9          | 266            | D1’ n2t    | 1920       |                                                |
| Köslin-Belgarder Bahnen Nr. 10         | 267            | D1’ n2t    | 1925       |                                                |
| Kleinbahn Casekow-Penkun-Oder Nr. 21   | 271            | 1’D 1’ h2t | 1930       |                                                |

| Typ/Baureihe ursprüngliche Bezeichnung | Betriebsnummer | Bauart | Baujahr | Bemerkung |
| -------------------------------------- | -------------- | ------ | ------- | --------- |
| Lenz-Typ q                             | 301–302        | C n2t  | 1895    |           |

| Typ/Baureihe ursprüngliche Bezeichnung | Betriebsnummer | Bauart     | Baujahr   | Bemerkung                                         |
| -------------------------------------- | -------------- | ---------- | --------- | ------------------------------------------------- |
| Schlawer Kreisbahnen T 1 und T 2       | 1031–1032      | 1A dm      | 1934      | Normalspur                                        |
| GJK T 1, RüKB T 1, CPO T 1             | 1081–1083      | (1A)(A1)   | 1934      | 750-mm-Spurweite                                  |
| FKB T 1 und T 2, SKB T 1 und T 2       | 1121–1124      | (1A)(A1)   | 1935–1939 | 1000-mm-Spurweite                                 |
|                                        | 1125–1127      | Bo’2’      | 1939      | 1000-mm-Spurweite, Hersteller Brissonneau & Lotz  |
| Regenwalder Kleinbahn T 1              | 1128           | (1A)’(1A)’ | 1939      | 1000-mm-Spurweite, Hersteller Waggonfabrik Wismar |